# The Chainsmokers
The Chainsmokers (в переводе с англ. — «Заядлые курильщики») — американский дуэт жанра EDM-поп, состоящий из диджеев и продюсеров Эндрю Таггарта (англ. Andrew Taggart; род. 31 декабря 1989) и Алекса Полла (англ. Alexander "Alex" Pall; род. 16 мая 1985) .
Дуэт получил известность в 2014 году после выпуска сингла «#Selfie», который занял первое место в американском хит-параде Dance/Electronic Songs. Другой их сингл «Don’t Let Me Down» получил премию «Грэмми» за лучшую танцевальную запись на 59-й церемонии награждения. The Chainsmokers также являются обладателями премии American Music Awards и пяти премий iHeartRadio Music Awards. В апреле 2017 года был выпущен их дебютный студийный альбом Memories…Do Not Open, ставший «платиновым» в США. В рейтинге самых высокооплачиваемых диджеев мира по версии журнала Forbes за 2019 год The Chainsmokers занимают первое место с годовым доходом в 68 миллионов долларов.
В 2019 году дуэт занял 26 место в списке лучших диджеев мира по версии журнала DJ Magazine.

## История

### 2012: начало
Изначально дуэт состоял из Алекса Полла и Ретта Бикслера. На заре своей музыкальной карьеры они выступали по 5 часов в день 5 дней в неделю. В 2012 году Бикслер ушёл из группы, и менеджер коллектива Адам Альперт был вынужден искать ему замену. Его помощник сообщил об открывшейся вакансии знакомому диджею из штата Мэн Эндрю Таггарту. Таггарту понравилось предложение, и он перебрался в Нью-Йорк. Изначально дуэт создавал ремиксы на песни различных инди-групп. В 2012 году они сотрудничали с индийской актрисой и певицей Приянкой Чопра, выпустив вместе с ней сингл «Erase».

### 2013—2014: прорыв
В начале 2013 года дуэт выпустил новый сингл «The Rookie», а в декабре сингл «#Selfie», который в январе 2014 года был переиздан лейблом Dim Mak Records и, в конечном итоге, выпущен Republic Records. Песня стала очень успешной как на локальном, так и на международном музыкальном рынке, и Полл впоследствии назвал её «поворотным моментом» в истории коллектива. В августе 2014 года The Chainsmokers выпустили сингл «Kanye» при участии группы sirenXX, а семь месяцев спустя сингл «Let You Go» с участием американской группы Great Good Fine Ok. В 2014 году (сентябрь) состоялось и первое публичное живое выступление дуэта в новом составе — на открытии концерта группы Timeflies.

### 2015—2016:BouquetиCollage
В апреле 2015 года дуэт подписал контракт с Disruptor Records. В октябре 2015 года вышел их дебютный мини-альбом Bouquet, в который вошли композиции «New York City», «Until You Were Gone», «Waterbed», «Good Intentions» и «Roses». Последняя попала в топ-10 хит-парада Billboard Hot 100.
Их следующий сингл «Don't Let Me Down» увидел свет 5 февраля 2016 года. В записи приняла участие певица Daya. Спустя два месяца с участием шведской певицы Charlee (Чарли Найман) появилась новая работа «Inside Out».
19 марта 2016 года дуэт выступил на фестивале Ultra Music. Во время выступления диджеи публично заявили о том, что не поддерживают кандидата в президенты США Дональда Трампа. «… это наше право…». 29 июля 2016 года они выпустили сингл «Closer» с участием певицы Холзи, который достиг первого места в хит-парадах США и Великобритании, а также 11-ти других стран. Через месяц они выступили с этой композицией на церемонии MTV Video Music Awards 2016. Некоторые СМИ в обзорах церемонии отметили это выступление как худшее за время шоу, да и сам Таггарт сказал в интервью журналу Billboard, что «это звучало как дерьмо». Lyric-видео с анимированным текстом этой песни собрало более 2 миллиардов просмотров на YouTube. Новый сингл дуэта «All We Know» с участием певицы Фиби Райан был выпущен в сентябре 2016 года.
В октябре 2016 года The Chainsmokers заняли 18-е место в ежегодном рейтинге журнала DJ Magazine «Топ-100 диджеев», поднявшись почти на 80 строчек с 97-го места в 2014-м.
4 ноября 2016 года дуэт выпустил свой второй мини-альбом, получивший название Collage.

### 2017:Memories…Do Not Open
3 января 2017 года The Chainsmokers сообщил об эксклюзивной трёхлетней сделке с компанией Wynn Nightlife. В соответствии с подписанным соглашением до 2019 года дуэт будет выступать только в принадлежащих Wynn ночных клубах XS Las Vegas и Encore Beach Club. Полл описал сделку как «лучшее из того, что может предложить Лас-Вегас», заявив, что они были «в восторге» от соглашения.
Спустя полторы недели, 12 января 2017 года дуэт выпустил новый сингл «Paris» (на оригинальное исполнение сначала было создано lyric-видео с анимированным текстом, а через месяц был выпущен и музыкальный видеоклип, снятый режиссёром Мистером Уитмором (в главной роли снялась американская модель Марта Хант), и в тот же день заявил о начале работы над своим дебютным студийным альбомом, который планируется выпустить в апреле. В тот же день было также анонсировано начало большого концертного тура Memories Do Not Open Tour, во время которого, начиная с апреля, запланировано посетить 40 североамериканских городов. Также было объявлено о том, что в туре выступят Kiiara и Эмили Уоррен. 6 февраля в Instagram появилось дополнение, что в туре примет участие поклонник группы Тони Энн, студент музыкального колледжа Беркли, чей кавер на песню «Paris» очень впечатлил Полла и Таггарта.
14 февраля 2017 года во время интервью на красной ковровой дорожке премии «Грэмми» дуэт объявил, что их дебютный студийный альбом получит название Memories…Do Not Open и будет выпущен 7 апреля 2017 года. В том же месяце увидела свет их совместная работа с британской поп-рок группой Coldplay под названием «Something Just Like This». Сингл был выпущен одновременно с выступлением The Chainsmokers и Coldplay на Brit Awards 2017 года. Lyric-видео на композицию за один день собрало более 9 миллионов просмотров на видеохостинге YouTube, побив рекорд Джастина Бибера «What Do You Mean» 2015 года с его 8.2 млн просмотров. В конце марта в качестве рекламного сингла из своего дебютного студийного альбома музыканты выпустили песню «The One».
Memories…Do Not Open был выпущен 7 апреля 2017 года на лейблах Disruptor Records / Columbia Records и дебютировал на первом месте в Billboard 200. Продажи альбома на тот момент составили 221 000 единиц, из который 166 000 — чистые продажами, а остальные — эквивалентные (перерасчёт количества потоковых воспроизведений и скачиваний песен к одной покупке альбома). 25 августа 2017 года альбом был сертифицирован платиновым статусом в США.

### 2018
В 2018 году The Chainsmokers выпустили студийный альбом под названием Sick Boy.

### 2019
К началу 2019 года The Chainsmokers выпустили песню «Who do you love» (при участии 5 Seconds of Summer). После неё были выпущены песни «Call you mine», «Kills you slowly» и «Do you mean».
6 декабря 2019 года группа выпустила альбом World War Joy, который состоит из 10 треков в классическом EDM-звучании. Большинство песен с пластинки были загружены в сеть на протяжении года отдельными синглами. «Этот альбом позволил нам отпустить много мрачного, освободиться от хаоса и непонимания и быть теми, кем мы хотели быть», — прокомментировала группа запись лонгплея.

## Музыкальный стиль
The Chainsmokers рассказывали, что на их творчество оказали влияние такие исполнители, как Blink-182, Taking Back Sunday, Тейлор Свифт, Макс Мартин, The xx, Explosions in the Sky, Дэвид Гетта, Daft Punk, Трентемёллер и deadmau5. Таггарт описал музыку дуэта как «размывание линий между инди, поп, танцевальной музыкой и хип-хопом».

## Дискография

### Студийные альбомы
| Название               | Подробности                                                                                      | Высшая позиция в хит-параде | Высшая позиция в хит-параде | Высшая позиция в хит-параде | Высшая позиция в хит-параде | Высшая позиция в хит-параде | Высшая позиция в хит-параде | Высшая позиция в хит-параде | Высшая позиция в хит-параде | Высшая позиция в хит-параде | Высшая позиция в хит-параде | Сертификации                                                                     |
| Название               | Подробности                                                                                      | US                          | AUS                         | BEL                         | CAN                         | DEN                         | ITA                         | NOR                         | NZ                          | SWE                         | UK                          | Сертификации                                                                     |
| ---------------------- | ------------------------------------------------------------------------------------------------ | --------------------------- | --------------------------- | --------------------------- | --------------------------- | --------------------------- | --------------------------- | --------------------------- | --------------------------- | --------------------------- | --------------------------- | -------------------------------------------------------------------------------- |
| Memories...Do Not Open | - Выпущен: 7 апреля 2017 года - Лейбл: Disruptor, Columbia - Формат: CD, LP, цифровая загрузка   | 1                           | 4                           | 2                           | 1                           | 7                           | 8                           | 2                           | 4                           | 3                           | 3                           | - RIAA: Платина - ARIA: Золото - BPI: Серебро - FIMI: Золото - IFPI NOR: Платина |
| Sick Boy               | - Выпущен: 14 декабря 2018 года - Лейбл: Disruptor, Columbia - Формат: CD, LP, цифровая загрузка | 53                          | 72                          | —                           | 20                          | —                           | —                           | 6                           | —                           | —                           | —                           | - MC: Платина                                                                    |
| World War Joy          | - Выпущен: 6 декабря 2019 года - Лейбл: Disruptor, Columbia - Формат: CD, LP, цифровая загрузка  | 65                          | 28                          | —                           | 30                          | —                           | —                           | —                           | 28                          | —                           | —                           | - MC: Золото                                                                     |

### Мини-альбомы
| Название | Подробности                                                                                    | Высшая позиция в хит-параде | Высшая позиция в хит-параде | Высшая позиция в хит-параде | Высшая позиция в хит-параде | Высшая позиция в хит-параде | Высшая позиция в хит-параде | Высшая позиция в хит-параде | Сертификации                                  |
| Название | Подробности                                                                                    | US Dance                    | US                          | AUS                         | CAN                         | KOR                         | NZ                          | UK                          | Сертификации                                  |
| -------- | ---------------------------------------------------------------------------------------------- | --------------------------- | --------------------------- | --------------------------- | --------------------------- | --------------------------- | --------------------------- | --------------------------- | --------------------------------------------- |
| Bouquet  | - Выпущен: 23 октября 2015 года - Лейбл: Disruptor - Формат: CD, LP, цифровая загрузка         | 2                           | 31                          | —                           | 18                          | —                           | —                           | —                           | - RIAA: Золото                                |
| Collage  | - Выпущен: 4 ноября 2016 года - Лейбл: Disruptor, Columbia - Формат: CD, LP, цифровая загрузка | 1                           | 6                           | 23                          | 2                           | 7                           | 7                           | 49                          | - RIAA: Платина - ARIA: Золото - BPI: Серебро |

### Синглы
- 2012: «Erase» (при участии Priyanka Chopra)
- 2013: «The Rookie»
- 2014: «#Selfie»
- 2014: «Kanye» (при участии SirenXX)
- 2015: «Let You Go» (при участии Great Good Fine Ok)
- 2015: «Good Intentions» (при участии BullySongs)
- 2015: «Roses» (при участии Rozes)
- 2015: «Waterbed» (при участии Waterbed)
- 2015: «Split (Only U)» (совместно с Tiësto)
- 2015: «Until You Were Gone» (совместно с Tritonal при участии Emily Warren)
- 2015: «New York City»
- 2016: «Don’t Let Me Down» (при участии Daya)
- 2016: «Inside Out» (при участии Charlee)
- 2016: «Closer» (при участии Halsey)
- 2016: «All We Know» (при участии Phoebe Ryan)
- 2016: «Setting Fires» (при участии ft. XYLØ)
- 2017: «Paris»
- 2017: «Something Just Like This» (совместно с Coldplay)
- 2017: «The One»
- 2017: «Honest»
- 2017: «Young»
- 2018: «Sick Boy»
- 2018: «You Owe Me»
- 2018: «Everybody Hates Me»
- 2018: «Somebody» (при участии Drew Love)
- 2018: «Side Effects» (при участии Emily Warren)
- 2018: «Save Yourself» (совместно с NGHTMRE)
- 2018: «This Feeling» (при участии Kelsea Ballerini)
- 2018: «Siren» (совместно с Aazar)
- 2018: «Beach House»
- 2018: «Hope» (при участии Winona Oak)
- 2019: «Who do you love» (при участии 5SOS)
- 2019: «Kills you slowly»
- 2019: «Do you mean» (при участии Ty Dolla Sign и Bülow)
- 2019: «Call you mine» (совместно с Bebe Rexha)
- 2019: «Takeaway» (совместно с Illenium при участии Lennon Stella)
- 2019: «Push my luck»
- 2019: «The Reaper» (при участии Эми Шарк)
- 2019: «Family» (совместно с Kygo)
- 2019: «See the Way» (при участии Sabrina Claudio)
- 2019: «P.S. I Hope You’re Happy» (при участии Blink-182)

## Концертные туры
- Memories Do Not Open Tour (2017)[80]
- World War Joy Tour (2019)